# Air Force Intelligence, Surveillance and Reconnaissance Agency
L'Air Force Intelligence, Surveillance and Reconnaissance Agency, AF ISRA (precedentemente conosciuta come Air Intelligence Agency, AIA) è stata un'agenzia di intelligence dell'aeronautica militare degli Stati Uniti d'America, con quartier generale nella Lackland Air Force Base in Texas. Nata l'8 giugno 2007, è stata riorganizzata nell'attuale 25ª Air Force (Twenty-Fifth Air Force, 25 AF) il 1º ottobre 2014.
Ha in organico 17.000 addetti dislocati in 65 località nel mondo.